# Exist Archive
Exist Archive: The Other Side of the Sky est un jeu vidéo de rôle développé et édité par Spike Chunsoft, avec l'aide de Tri-Ace, pour les consoles PlayStation Vita et PlayStation 4. Il est sorti au Japon en décembre 2015 et dans le monde en octobre 2016.

## Système de jeu
Le jeu est un jeu vidéo de rôle japonais à défilement latéral, similaire à la précédente série de jeux Valkyrie Profile de tri-Ace,, de nombreux journalistes le considéraient alors comme sa suite spirituelle,.

## Histoire
Le joueur suit douze jeunes qui sont tués dans une explosion dans un Tokyo moderne et se retrouvent sur la planète fantastique de Protolexa. Il existe trois fins différentes, basées sur les actions du joueur au cours du jeu, et certaines actions affectent le New Game Plus du jeu.

## Développement
Le jeu a été annoncé pour la première fois en juillet 2015, en tant que collaboration entre Spike Chunsoft et tri-Ace dans un article de quatorze pages dans Weekly Famitsu. Le jeu sera développé par une grande partie du même personnel tri-Ace qui avait travaillé sur le premier jeu Valkyrie Profile, avec l'aide du personnel de Spike Chunsoft également. Parmi les autres membres clés du jeu figurent le créateur de personnages Mino Taro de la série LovePlus de Konami et le compositeur de musique Motoi Sakuraba des séries Valkyrie Profile et Star Ocean de tri-Ace. Une bande-annonce du jeu a été présentée au Tokyo Game Show en septembre 2015. Des bandes-annonces pour chacun des personnages du jeu ont été publiées au fil du temps sur la chaîne YouTube de Famitsu. Le jeu a été annoncé pour la première fois le 26 novembre 2015 avant d'être reporté le 17 décembre 2015 à sa date de sortie finale. Peu de temps après la sortie japonaise du jeu, Spike Chunsoft a annoncé qu'il y aurait des collaborations de contenu téléchargeable avec certains des autres jeux de tri-Ace, notamment les jeux Valkyrie Profile et Star Ocean 5.
Jusqu'en avril 2016, aucune information n'avait été annoncée concernant une sortie en occident du jeu. NIS America, un éditeur fréquent de jeux Spike Chunsoft en anglais (Danganronpa 1, Danganronpa 2, Danganronpa Another Episode), a répondu "sans commentaire" lorsqu'on lui a demandé une sortie américaine. Le 25 avril 2016, Aksys Games a annoncé qu'il localiserait Exist Archive pour une sortie en Amérique du Nord le 18 octobre 2016. Le 8 septembre, Aksys Games a confirmé qu'il sortirait en Europe le même jour en tant que version numérique uniquement.